# Always - The Very Best of Erasure
Albums de Erasure
The Violet Flame
(2014) From Moscow to Mars
(2016)
Singles
Always - The Very Best of Erasure est le titre d'une compilation du groupe britannique Erasure sortie le 30 octobre 2015 au Royaume-Uni.
Cinquième compilation d'Erasure, elle est l'émanation du nouveau détenteur des droits du groupe, BMG, qui n'avait encore rien sorti depuis son rachat du catalogue d'Erasure, en 2012. Le groupe a néanmoins été consulté et Andy Bell a choisi la pochette et le design parmi les peintures de l'artiste américaine Patricia Anders.
Cette compilation rassemble une sélection chronologique de 19 singles d'Erasure sortis depuis la formation du groupe, en 1985, jusqu'à 2014 en y ajoutant une version légèrement remaniée de Sometimes en guise de nouveau single promotionnel. Bien que destinée à célébrer les 30 ans du groupe, les trois quarts de cette compilation restent focalisés sur la première décennie du groupe, c'est-à-dire de 1985 à 1995, la plus couronnée de succès populaire.
Elle se décline en deux éditions physiques, emballées dans un boîtier cartonné de type digipack : 
- une édition standard en simple CD qui contient 19 hits du groupe en version single, présentés de façon chronologique.
- une édition limitée "deluxe" en triple-CD sous la forme d'un coffret cartonné qui inclut :

1. le CD de l'édition classique
2. deux CD sélectionnant des remixes parus tout au long la carrière du groupe
3. un livret retraçant la biographie du groupe, avec quelques propos recueillis de Vince Clarke et Andy Bell

La sortie de cette compilation fut précédée, le 23 octobre 2015, par un single entièrement constitué de remixs : Sometimes 2015.
Le 18 août 2023, la compilation Always - The Very Best of Erasure est rééditée en support double-vinyle 33 tours.
Total Pop! The First 40 Hits (2009) reste néanmoins encore la compilation d'Erasure la plus complète parue à ce jour (2023) en raison de son contenu plus étoffé, notamment pour les 20 dernières années du groupe, largement sous-représentées dans cette nouvelle compilation.

## Classement parmi les ventes d'albums
| Pays          | Meilleure position |
| ------------- | ------------------ |
| Royaume-Uni   | 9                  |
| Irlande       | 68                 |
| Allemagne     | 42                 |
| Belgique (VL) | 146                |

## Détail des plages
Tous les titres sont composés par Vince Clarke et Andy Bell, sauf indications contraires.

### Édition standard
1. Who Needs Love Like That (Vince Clarke)
2. Oh L'Amour
3. Sometimes
4. Victim Of Love
5. The Circus
6. Ship Of Fools
7. Chains Of Love
8. A Little Respect
9. Stop!
10. Drama!
11. Blue Savannah
12. Chorus
13. Love To Hate You
14. Take A Chance On Me (ABBA : Benny Andersson/Björn Ulvaeus)
15. Always
16. Fingers & Thumbs (Cold Summer's Day)
17. Breathe
18. Be With You
19. Elevation
20. Sometimes 2015

### Édition Deluxe

#### CD-1
1. Who Needs Love Like That (Vince Clarke)
2. Oh L'Amour
3. Sometimes
4. Victim Of Love
5. The Circus
6. Ship Of Fools
7. Chains Of Love
8. A Little Respect
9. Stop!
10. Drama!
11. Blue Savannah
12. Chorus
13. Love To Hate You
14. Take A Chance On Me (ABBA : Benny Andersson/Björn Ulvaeus)
15. Always
16. Fingers & Thumbs (Cold Summer's Day)
17. Breathe
18. Be With You
19. Elevation
20. Sometimes 2015

#### CD2
1. Who Needs Love (Like That) (Mexican Mix)
2. Oh L’Amour (PWL Funky Sisters Say ‘Ooh La La’)
3. The Circus (Eternal Eraser Mix by Grumbling Fur)
4. A Little Respect (Big Train Remix)
5. Stop! (Vince Clarke Sync 82 Remix)
6. Blue Savannah (Der Deutsche Mix II)
7. Chorus (Vegan Mix)
8. Love To Hate You (LFO Modulated Filter Mix)
9. Always (Microbots Inside Your Brain Mix)
10. Fingers & Thumbs (Cold Summer’s Day) (Tin Tin Out Remix)
11. Breathe (GRN Remix)
12. Elevation (BT Remix)

#### CD-3
1. Victim Of Love (Vixen Vitesse Remix)
2. Chains Of Love (Vince Clarke Remix)
3. Drama! (Krucial Remix)
4. You Surround Me (Mark Saunders Remix)
5. Star (Interstellar Mix)
6. Am I Right (The Grid Remix)
7. Run To The Sun (Beatmasters’ Galactic Remix)
8. In My Arms (BBE Remix)
9. Freedom (Mark Picchiotti Strumapella Remix)
10. Be With You (Starshapes Remix)
11. Sometimes (Erasure & Flood Mix)